# Saitissus squamosus
Genre
Espèce
Saitissus squamosus, unique représentant du genre Saitissus, est une espèce d'araignées aranéomorphes de la famille des Salticidae.

## Distribution
Cette espèce est endémique de Nouvelle-Guinée.

## Publication originale
- Roewer, 1938 : Araneae. Résultats scientifiques du Voyage aux indes orientales néerlandaises de la SS. AA. RR. le Prince et la Princesse Léopold de Belgique. Mémoires du Musée Royal d'Histoire Naturelle de Belgique, vol. 3, no 19, p. 1-94.